# فضای دورحلقی
فضای دورِحلقی (انگلیسی: Peripharyngeal space) فضایی است واقع در گردن انسان.
فضای دورحلقی را می‌توان به دو فضای پشت‌حلقی (رتروفارنژیال) و فضای پراحلقی (پارافرنژیال) تقسیم کرد.
فضای پَراحلقی شکلی مخروطی دارد که قاعدهٔ آن در پایهٔ جمجمه و نوک آن در سطح استخوان لامی قرار می‌گیرد. مرز میانی آن را لایهٔ میانی فاسیای گردن که روی عضلاتی مانند اسفنکتر فوقانی حلق و عضلات نرم‌کام کشنده و بالابرنده قرار دارد تشکیل می‌دهد، مرز جانبی آن دربرگیرندهٔ لوب عمقی غدهٔ بناگوشی و شاخهٔ صعودی فک پایین است، مرز قدامی آن به نیام (فاسیای) ماهیچهٔ بالی درونی مربوط می‌شود و مرز خلفی آن در ارتباط با ماهیچه‌های نیزه‌ای‌حلقی (استیلوفارنژیوس) و نیزه‌ای‌زبانی (استیلوگلوسوس) است. این فضا عمدتاً با چربی و بافت همبند پر شده و در عین حال عروق، اعصاب و گره‌های لنفاوی نیز در آن حضور دارند. از نظر بالینی، این فضا محل بروز تومورهایی چون آدنوم‌های غدد بزاقی یا تومورهای عصبی است و عفونت‌ها نیز می‌توانند به این ناحیه گسترش یابند.
فضای پشت‌حلقی نیز در پشت حلق و در جلوی ستون مهره‌ها قرار دارد و به‌وسیلهٔ لایه‌های نیامی محدود می‌شود. این فضا از پایهٔ جمجمه تا میانهٔ قفسهٔ سینه امتداد می‌یابد و به دلیل ارتباط آن با میان‌سینه، عفونت‌های ایجادشده در این ناحیه می‌توانند به‌سرعت به فضای میان‌سینه گسترش پیدا کنند و خطر جدی برای بیمار ایجاد نمایند.
به این ترتیب، فضای دورِحلقی با دو بخش اصلی خود نقشی کلیدی در آناتومی گردن، مسیرهای گسترش عفونت و بروز تومورها دارد.